# Habronestes clausoni
Habronestes clausoni là một loài nhện trong họ Zodariidae.
Loài này thuộc chi Habronestes. Habronestes clausoni được Barbara C. Baehr miêu tả năm 2008.